# Internalizzatore sistematico
L'internalizzatore sistematico (IS) è un soggetto che in modo organizzato, frequente e sistematico negozia per conto proprio eseguendo gli ordini del cliente al di fuori di un mercato regolamentato o di un sistema multilaterale di negoziazione.

## Regolamentazione
Secondo quanto stabilito dalla Direttiva europea MiFID e recepito in Italia all'interno del Testo unico della finanza, l'attività di internalizzazione sistematica è una particolare modalità di prestazione del servizio di negoziazione per conto proprio. In quanto servizio di investimento soggetto a riserva di attività, esso può essere svolto solo dagli intermediari autorizzati (banche e imprese di investimento).
Per avviare l'attività di internalizzazione sistematica non è necessaria un'autorizzazione ulteriore rispetto a quella per l'attività di negoziazione per conto proprio, ma è previsto che il soggetto comunichi alla CONSOB, con almeno 15 giorni di anticipo, informazioni volte a dimostrare che:
- l'attività ha un ruolo commerciale importante e sarà svolta secondo procedure non discrezionali;
- l'attività sarà svolta da personale e sistemi automatizzati ad essa dedicati, seppure in modo non esclusivo;
- l'attività sarà accessibile ai clienti in modo regolare e continuo.

Occorre, inoltre, specificare:
- gli strumenti finanziari sui quali l'attività verrà svolta, distinguendo tra azioni liquide, altre azioni e strumenti finanziari diversi dalle azioni;
- la data di avvio dell'internalizzazione sistematica;
- gli investitori che possono accedervi;
- il canale informativo per la pubblicazione delle quotazioni e dei contratti conclusi.

In seguito all'avvio dell'attività di internalizzazione sistematica, il soggetto abilitato viene sottoposto anche alle regole di trasparenza previste per i mercati regolamentati e i sistemi multilaterali di negoziazione (MTF).